# یواس‌ان‌اس اینویسیبل (تی-ای‌جی‌ام-۲۴)
یواس‌ان‌اس اینویسیبل (تی-ای‌جی‌ام-۲۴) (به انگلیسی: USNS Invincible (T-AGM-24)) یک کشتی بود که طول آن ۲۲۴ فوت (۶۸ متر) بود. این کشتی در سال ۱۹۸۶ ساخته شد.